# Liste der Bodendenkmale in Gusow-Platkow
In der Liste der Bodendenkmale in Gusow-Platkow sind alle Bodendenkmale der brandenburgischen Gemeinde Gusow-Platkow und ihrer Ortsteile aufgelistet. Grundlage ist die Veröffentlichung der Landesdenkmalliste mit dem Stand vom 31. Dezember 2020.
Die Baudenkmale sind in der Liste der Baudenkmale in Gusow-Platkow aufgeführt.

## Bodendenkmale
| Gemarkung             | Flur | Kurzansprache | Bodendenkmalnummer | Bemerkung | Bild |
| --------------------- | ---- | --- | ------------------ | --------- | ---- |
| Gusow (Lage)          | 5    | Siedlung Bronzezeit, Siedlung Urgeschichte, Siedlung Steinzeit | 60295              |           |      |
| Gusow (Lage)          | 2, 3 | Schloss Neuzeit, Dorfkern Neuzeit, Friedhof deutsches Mittelalter, Dorfkern deutsches Mittelalter, Einzelfund römische Kaiserzeit, Friedhof Neuzeit                                | 60296              |           |      |
| Gusow (Lage)          | 2    | Siedlung Steinzeit, Siedlung slawisches Mittelalter, Siedlung römische Kaiserzeit                                                                                                  | 60297              |           |      |
| Gusow (Lage)          | 5    | Siedlung Steinzeit, Siedlung Urgeschichte | 60298              |           |      |
| Gusow (Lage)          | 3, 4 | Siedlung Neolithikum, Siedlung Bronzezeit, Siedlung Eisenzeit, Siedlung römische Kaiserzeit, Einzelfund deutsches Mittelalter, Einzelfund Neuzeit, Siedlung slawisches Mittelalter | 60299              |           |      |
| Gusow (Lage)          | 2    | Siedlung Steinzeit, Siedlung Eisenzeit | 60300              |           |      |
| Gusow (Lage)          | 3, 4 | Siedlung Eisenzeit, Siedlung slawisches Mittelalter, Siedlung Neolithikum | 60301              |           |      |
| Gusow, Platkow (Lage) | 8, 2 | Burgwall slawisches Mittelalter, Siedlung Neolithikum, Siedlung Eisenzeit, Siedlung Bronzezeit, Siedlung römische Kaiserzeit, Siedlung slawisches Mittelalter                      | 60427              |           |      |
| Gusow, Platkow (Lage) | 8, 2 | Siedlung Neolithikum, Siedlung Bronzezeit, Siedlung Eisenzeit, Siedlung slawisches Mittelalter, Siedlung römische Kaiserzeit                                                       | 60431              |           |      |
| Platkow (Lage)        | 2    | Siedlung Urgeschichte | 60027              |           |      |
| Platkow (Lage)        | 2    | Siedlung Urgeschichte, Gräberfeld slawisches Mittelalter | 60428              |           |      |
| Platkow (Lage)        | 2    | Siedlung Ur- und Frühgeschichte | 60429              |           |      |
| Platkow (Lage)        | 6, 7 | Kreisgrabenanlage Neolithikum, Burgwall slawisches Mittelalter | 60430              |           |      |
| Platkow (Lage)        | 1, 2 | Dorfkern deutsches Mittelalter, Dorfkern Neuzeit | 60432              |           |      |
| Platkow (Lage)        | 7    | Siedlung Neolithikum, Siedlung Urgeschichte | 60434              |           |      |
| Platkow (Lage)        | 7    | Siedlung Neolithikum, Siedlung Urgeschichte | 60435              |           |      |
| Platkow (Lage)        | 1    | Mühle Neuzeit, Siedlung Steinzeit | 60436              |           |      |
| Platkow (Lage)        | 7    | Siedlung Urgeschichte | 60876              |           |      |
| Platkow (Lage)        | 4    | Siedlung Neolithikum, Rast- und Werkplatz Mesolithikum | 60929              |           |      |